# Translucencia nucal
La translucencia nucal consiste en la medición de un espacio sonoluscente o econegativo situado en la zona posterior de la nuca del feto. El momento adecuado para realizar esta medición es la semana 12 aunque puede realizarse entre las semanas 11 y 14 del embarazo.

## Método
Para realizarse correctamente el calliper o cursor ecográfico se debe posicionar en las partes internas de los ecos que definen la sonoluscencia. La ecografía debe realizarse vía abdominal aunque pueden obtenerse las imágenes también vía vaginal. 
La translucencia nucal es un marcador de síndrome de Down que fue introducido en la práctica clínica a principios de los años 90, por el profesor Kypros Nicolaides del grupo de obstetras del King´s College Hospital en Londres (Harris Birthright Research Center for fetal Medicine). Dicha medición se une actualmente a otros marcadores ecográficos de menor peso, especialmente: la regurgitación tricuspídea, la onda de flujo del ductus venosus (la negatividad de la onda se asocia a un riesgo de síndrome de Down) o la presencia o no de osificación nasal (osificación negativa significa más probabilidad de s. de Down) y el ángulo facial frontomaxilar.   

### Mediciones adicionales
Durante la medición debe medirse la Longitud Cráneo Caudal (LCC) o Longitud Céfalo Nalga (LCN), conocida en inglés como Crown Rump Length (CRL), para ajustar la edad gestacional. Todo ello permite que la medición de estos datos se añada de forma precisa a la valoración de dos hormonas placentarias en el suero materno (la PAPP-A o proteína A asociada al embarazo) y la Beta HCG (Gonadotropina Coriónica Humana), para determinar mediante un programa informático en el que se determinan las desviaciones de la normalidad o MoM, múltiplos de la mediana de los marcadores descritos y se calcula el llamado riesgo ajustado a partir del riesgo basal que depende de la edad materna.

## Interpretación
El riesgo ajustado se considera bajo por debajo de 1/250. A riesgos mayores la prueba o screening de síndrome de Down del primer trimestre es positiva y en ese caso se recomienda practicar una biopsia de las vellosidades coriales que descarte una alteración genética en la semana 12-13. 
En una revisión Cochrane de 2017 se vio que : «Para el cribado del síndrome de Down, en el que se realizan pruebas en el primer y segundo trimestres y luego se combinan para estimar el riesgo general, se encontró que la prueba que incluyó PAPP-A y translucencia nucal del primer trimestre y la inhibina A, la AFP, la uE3 y la hCG total del segundo trimestre, fue la prueba más sensible, que detecta nueve de cada diez embarazos afectados por el síndrome de Down».
Otra opción es la realización de una amniocentesis a partir de la semana 16. El riesgo asociado a la translucencia nucal es mayor cuanto mayor sea su grosor. Aunque inicialmente se consideró anormal por encima de 3 mm, dado que forma parte de un conjunto de datos ecográficos y analíticos, será el índice de riesgo final el que determine la necesidad de cariotipo fetal. Se considera que, a mayor grosor de la translucencia nucal, mayor es la probabilidad de síndromes y anomalías cromosómicas.
De cualquier forma, una translucencia aumentada no significa que el feto vaya a nacer con defectos cromosómicos, simplemente que existe más probabilidad.

### Diagnósticos diferenciales
Además de las anomalías cromosómicas, una translucencia nucal elevada puede significar que existe una cardiopatía fetal o uno de 50 síndromes genéticos. Sin embargo la mayoría de los casos de translucencia nucal aumentada entre 2 y 5 mm son fetos (con más riesgo) pero finalmente sin patología.